# Benjamin Millepied
Œuvres principales
Quasi una fantasia
Daphnis et Chloé
Together Alone
Scènes principales
Opéra national de Paris
Lincoln Center for the Performing Arts à New York
Benjamin Millepied, né le 10 juin 1977 à Bordeaux, est un danseur, chorégraphe et réalisateur français. Principal dancer du New York City Ballet, Benjamin Millepied a été le directeur de la danse à la tête du ballet de l'Opéra de Paris du 1er novembre 2014 au 15 juillet 2016.

## Biographie

### Famille et formation
Benjamin Millepied est le plus jeune de trois enfants d'une professeure de danse contemporaine et d'un entraîneur sportif. De l'âge de trois mois à quatre ans, Benjamin Millepied grandit à Dakar au Sénégal, où il s'initie aux prémices de la danse auprès de sa mère qui s'occupe d'une école de danse contemporaine et d'Afrique occidentale. Il aborde la danse de façon naturelle et spontanée, ce qui est au début loin du ballet classique. Ses parents partent pour Bordeaux en 1981 et créent une nouvelle école dans leur maison familiale.
Benjamin Millepied apprend dans une grande liberté les bases de la discipline avec sa mère, puis commence la danse classique en 1987 à l'âge de dix ans avec Vladimir Skouratov. Il reçoit ensuite les enseignements du professeur de danse contemporaine et classique Sylvie Tarraube-Martigny à son école de danse de Bordeaux. En 1990, à treize ans, Benjamin Millepied intègre, après une audition et sur dérogation d'âge, le conservatoire national supérieur de musique et de danse de Lyon où il a pour condisciple Dimitri Chamblas et pour professeurs Marie-France Delieuvin et Michel Rahn,.

### Principal dancer au New York City Ballet
Attiré par New York, Benjamin Millepied intègre un premier stage d'été à l'âge de treize ans à la School of American Ballet. En 1993, il entre à la School of American Ballet de New York, et obtient deux ans plus tard son premier rôle de danseur dans le New York City Ballet, dans 2&3 Parts Invention de Jerome Robbins. Il travaille pendant de nombreuses années avec Peter Martins et Jerome Robbins qui devient son mentor. En 1994, Benjamin Millepied remporte le prix de Lausanne,.
En 2001, il est nommé Principal dancer de cette institution. Il interprète avec cette troupe les grands ballets de George Balanchine, de Jerome Robbins, mais également des chorégraphies plus contemporaines, notamment d'Angelin Preljocaj.
En 2011, Benjamin Millepied décide de quitter le New York City Ballet pour fonder, à Los Angeles, sa propre compagnie, intitulée «L.A. Dance Project», composée de six danseurs et collaborant avec divers artistes contemporains comme le compositeur Nico Muhly ou le peintre et scénographe Paul Cox.

### Chorégraphe
Tout en continuant à danser les premiers rôles, Benjamin Millepied démarre, en 2002, une carrière de chorégraphe avec la création de Triple Duet à Londres, qui marque le début de ses créations pour de grandes troupes telles que celles du ballet de l'Opéra de Paris, de l'American Ballet Theatre, et du Ballet Mariinsky.
En 2004, Benjamin Millepied devient directeur artistique du Morriss Center Dance à Bridgehampton (New York), avec l'aide de mécènes.
En 2009, il présente Quasi una fantasia, sa première chorégraphie à succès pour son institution de rattachement, le New York City Ballet, sur le quatuor à cordes no 2 d'Henryk Górecki,.
L'année d'après, il signe la chorégraphie du film Black Swan de Darren Aronofsky.
En 2014, Benjamin Millepied crée la chorégraphie du court-métrage Haut vol réalisé par Louis de Caunes.
En 2015, au 68e Festival de Cannes, il présente une chorégraphie autour d'une célèbre scène d'amour du film Sueurs froides d'Alfred Hitchcock.

### Directeur du ballet de l'Opéra de Paris
En novembre 2012, Stéphane Lissner, alors futur directeur de l'Opéra national de Paris, s'entretient avec Benjamin Millepied pour la présélection pour le poste de directeur de la danse. Benjamin Millepied est nommé le 24 janvier 2013 pour assurer la succession de Brigitte Lefèvre à partir du 1er novembre 2014 à la tête du ballet de l'Opéra de Paris parmi une liste de candidats possibles,. Stéphane Lissner commente son choix : « Avoir à nommer un nouveau directeur m’a motivé. Et puis Benjamin Millepied était le seul à avoir un projet qui soit avant tout musical. »
Benjamin Millepied présente son premier programme pour le ballet de l'Opéra de Paris lors de la saison 2015-2016 qui s'ouvre avec un gala le 25 septembre 2015 avec 20 Danseurs pour le XXe siècle de Boris Charmatz et Thème et Variations de George Balanchine,.
En décembre 2015, Canal+ diffuse le documentaire Relève: Histoire d'une création de Thierry Demaizière et Alban Teurlai sur la création du spectacle Clear, Loud, Bright, Forward. Il sort en salles en septembre 2016.
Le 4 février 2016, le chorégraphe annonce qu'il démissionne de ses fonctions à l'Opéra de Paris pour pouvoir se consacrer à la création artistique. Il reste toutefois officiellement en poste jusqu'au 15 juillet. Il est remplacé par la danseuse Aurélie Dupont.
En juin 2016, le chorégraphe s'installe pour trois ans de résidence à la Fondation Luma à Arles, avec sa compagnie L.A. Dance Project. Lors d'un séjour à Marfa, au Texas, en 2017, il réalise un reportage photographique livrant ses impressions sur l'Amérique.

### Vie privée

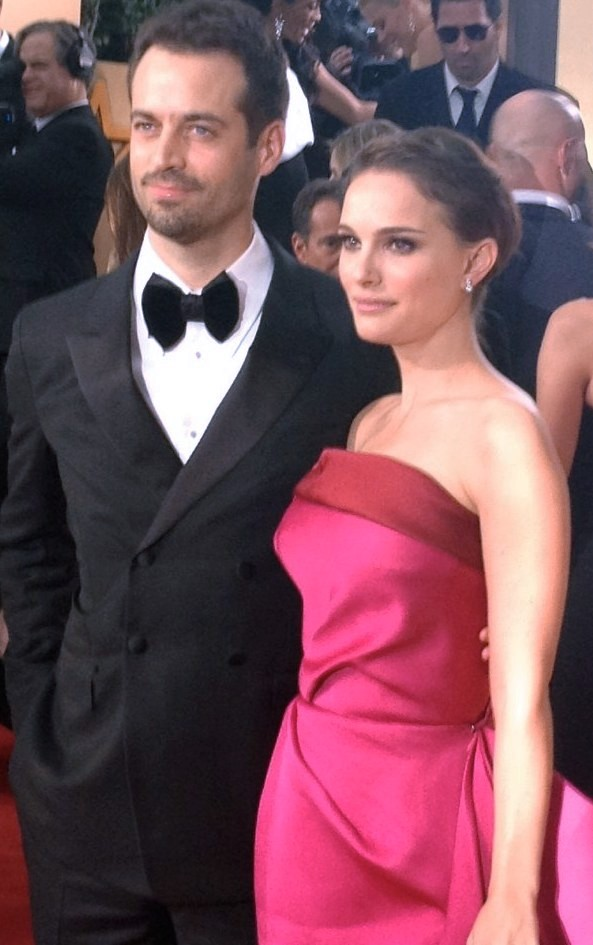
Benjamin Millepied et Natalie Portman lors de la des Golden Globes en 2012.

À l'automne 2009, Benjamin Millepied rencontre l'actrice Natalie Portman lors du tournage du film Black Swan. Il quitte la danseuse Isabella Boylston, avec qui il vivait et se fiance à Natalie Portman en décembre 2010. Leur fils, Aleph, naît le 14 juin 2011. Le couple se marie le 4 août 2012 sur la côte de Big Sur en Californie.
Du fait de sa nomination à l'Opéra de Paris, Benjamin Millepied et Natalie Portman déménagent au printemps 2014 à Paris. Après la démission de Benjamin Millepied de l'Opéra de Paris, le couple retourne s’installer à Los Angeles.
Natalie Portman met au monde leur deuxième enfant le 22 février 2017, une fille prénommée Amalia. Ils divorcent en février 2024 après sa relation extraconjugale avec la militante écologiste Camille Étienne, révélée en juin 2023.

## Style
Benjamin Millepied soutient l'idée de mettre les danseurs plus en valeur,. Dans sa troisième chorégraphie pour l'Opéra de Paris, Daphnis et Chloé, il choisit comme solistes Eleonora Abbagnato, Aurélie Dupont, Hervé Moreau, François Alu, Alessio Carbone et Léonore Baulac,. « La voilà la marque Millepied : distribuer deux jeunes Coryphées - qui n'ont pas forcément beaucoup d'expérience - sur deux rôles principaux. Et le pari est plutôt excitant… » remarque la critique Amélie Bertrand.
En outre, Benjamin Millepied a pour projet de faire évoluer des choses[évasif], comme assouplir le concours de promotion qui n'existe nulle part ailleurs[réf. nécessaire].

## Principales chorégraphies
- 2001 : Passages pour le conservatoire national supérieur de musique et de danse de Lyon
- 2002 : Triple Duet
- 2002 : Clapping Music
- 2003 : Double Aria
- 2005 : Casse-Noisette pour le Ballet du Grand Théâtre de Genève
- 2005 : Closer
- 2006 : Years Later solo pour Mikhail Baryshnikov
- 2006 : Capriccio pour l'American Ballet Theater II
- 2006 : Amoveo pour le Ballet de l'Opéra national de Paris (sur Einstein on the Beach de Philip Glass)
- 2007 : Petrouchka pour le Ballet du Grand Théâtre de Genève
- 2007 : From Here on Out pour l'American Ballet Theater (musique Nico Muhly)
- 2008 : Triade aussi pour le Ballet de l'Opéra national de Paris
- 2008 : Dances concertantes
- 2008 : 3 Movements pour le Pacific Northwest Ballet (sur Three Movements de Steve Reich)
- 2009 : Without pour l'American Ballet Theater
- 2009 : Quasi una fantaisia pour le New York City Ballet
- 2009 : Sarabande
- 2010 : Why Am I Not Where You Are
- 2010 : Plainspoken
- 2010 : One Thing Leads to Another
- 2010 : Time Doesn't Stand Still
- 2011 : The Bartered Bride
- 2011 : This Part in Darkness
- 2011 : Les Sylphides
- 2011 : 5 Shorts Films for Philip Glass
- 2011 : Le Spectre de la rose
- 2012 : Two Hearts pour le New York City Ballet
- 2013 : Reflections pour le Théâtre du Châtelet
- 2014 : Daphnis et Chloé pour le Ballet de l'Opéra national de Paris (sur la symphonie Daphnis et Chloé de Maurice Ravel et une scénographie de Daniel Buren)
- 2015 : Together Alone pour Aurélie Dupont et Hervé Moreau sur une musique de Philip Glass.
- 2015 : Clear, Loud, Bright, Forward

## Autres créations
- 2010 : Le jardin au Festival international des jardins de Chaumont-sur-Loire, parcelle no 19 bis, intitulée Main dans la main[45].
- 2017 : Installation immersive intitulée Reflections Redux réalisée en collaboration avec la plasticienne américaine Barbara Kruger au Studio des Acacias à Paris[46].

## Cinéma

### Chorégraphe
- 2010 : Black Swan de Darren Aronofsky avec Natalie Portman - (chorégraphe et acteur)
- 2021 : Dune de Denis Villeneuve - (chorégraphe seulement)[47]

### Réalisateur
- 2011 : Time Doesn't Stand Still[48] (coréalisé avec Asa Mader)
- 2022 : Carmen[49],[50]

## Collaborations et campagnes publicitaires
- En 2011, il est l'égérie d'un parfum Yves Saint Laurent. Le spot publicitaire est tourné dans le quartier de SoHo, à New York[51],[52]. Il danse également dans la publicité Air France aux côtés de Virginie Caussin. Le tournage se déroule en plein désert de Ouarzazate au Maroc[53].
- À partir de 2012, il collabore avec la maison de joaillerie Van Cleef & Arpels[54], qui, en 2019, soutient la création du ballet Roméo et Juliette de sa compagnie L.A. Dance Project[55]
- En 2017, il réalise la campagne publicitaire de la marque de cosmétiques Nuxe en imposant son style[56],[57].
- En 2018, accompagné d'Aaron Duffy et de Bob Partington, il assure la mise en scène de la publicité de la marque américaine Rag & Bones[58].
- En 2020, le chorégraphe s'associe au compositeur Thomas Roussel pour créer un court-métrage célébrant la nouvelle montre de l'horloger suisse Richard Mille. Le film est tourné à Joshua Tree, en Californie[59].

## Distinctions

### Prix
- 1994 : Prix de Lausanne[60]

### Décoration
- Officier de l'Ordre des Arts et des Lettres, le 17 juillet 2015[61] (chevalier en 2009[62]).